# Bauprojekt
Der Begriff Bauprojekt wird in der Bauwirtschaft häufig synonym mit Bauvorhaben verwendet und bezeichnet den gesamten Planungs- und Arbeitsprozess zum Herstellen oder Verändern eines Bauobjekts.
Im engeren Sinne handelt es sich dabei um ein Bauwerk. Im weiteren Sinne können sämtlichen Arbeiten an Anlagen, Gebäuden, Grundstücken und der baulichen Infrastruktur (wie Fahrbahnen) als Bauprojekt angesehen werden.
Die DIN 69901 definiert ein Projekt als ein „Vorhaben, das im Wesentlichen durch die Einmaligkeit der Bedingungen in ihrer Gesamtheit gekennzeichnet ist, wie z. B.:
- Zielvorgaben
- Zeitliche, finanzielle, personelle oder andere Begrenzungen/Bedingungen
- Abgrenzungen gegenüber anderen Vorhaben
- Projektspezifische Organisation“

In anderen Zusammenhängen wird ein Projekt auch definiert durch:
- Einmaligkeit,
- Neuartigkeit,
- Komplexität,
- Interdisziplinarität,
- Risiko,
- Umfang, sowie
- Bedeutung für ein Unternehmen oder eine Institution.[1]

Große, komplexe und neuartige Projekte, insbesondere Bauprojekte sind häufig gekennzeichnet durch:
- Initiierung, Planung, Steuerung, Durchführung und Überwachung unter Beteiligung einer Vielzahl wechselnder Akteure[1] und
- eines größeren Aufwands zur internen Organisation der Arbeitsabläufe und Koordination der Beteiligten.

In der Bauwirtschaft sind branchentypische Vertragsarten zu berücksichtigen. Bauwerke zählen als Kontraktgut, welches sich zunächst nur durch die jeweilige Planungsvorgabe und Leistungsbeschreibung definiert. Erst später wird das eigentliche Produkt hergestellt.
Grundsätzlich sind Bauprojekte den Investitionsprojekten mit festen Zielen und Ergebnissen sowie fixierten Terminen und Kosten mit variablen Ressourcen zuzuordnen. Bedingt durch unvorhersehbare Ereignisse oder Änderungswünsche des Bauherrn kann es während der Durchführung des Projekts zu Abweichungen von ursprünglichen Zielen kommen, was sich auch auf die Einhaltung von Terminen und Kosten auswirkt.
Das Projektmanagement hat hierbei die Aufgabe, eine optimale Lösung für die Einhaltung von Kosten, Terminen und Qualität zu finden. Die DIN 69901 definiert Projektmanagement als „Gesamtheit von Führungsaufgaben, -organisationen, -techniken und -mitteln für die Abwicklung eines Projekts“. Zur Erreichung des Projektziels ist die Beschaffung, Kombination, Koordination und Nutzung von Ressourcen bei zeitlich befristeten und risikobehafteten Vorhaben mit komplexer Struktur, vorgegebenen Terminen und limitierten Kosten erforderlich. Die Lösung der Koordinationsaufgaben kann unter anderem erreicht werden durch:
- personelle Strukturen (wie der Zusammenarbeit von Architekt, Bauleiter, Polier und Maurer),
- Selbstabstimmung durch Festlegung der Projektorganisation, einschließlich der erforderlichen Kommunikationswege zur aufgabenbezogener Verständigung unter den Beteiligten,[1]
- interne Planungsdokumentation und Regelungen (wie Baupläne und Projekthandbücher) und
- externe Vereinbarungen (wie Liefervereinbarungen und Bauverträge).